# Anathallis bleyensis
Anathallis bleyensis är en orkidéart som först beskrevs av Guido Frederico João Pabst, och fick sitt nu gällande namn av Fábio de Barros. Anathallis bleyensis ingår i släktet Anathallis och familjen orkidéer. Inga underarter finns listade i Catalogue of Life.